# Christian Ludwig Mayer
Christian Ludwig Mayer (* 21. März 1974 in Kempten (Allgäu)) ist ein deutscher Pianist, Komponist, Multiinstrumentalist und Theaterautor.

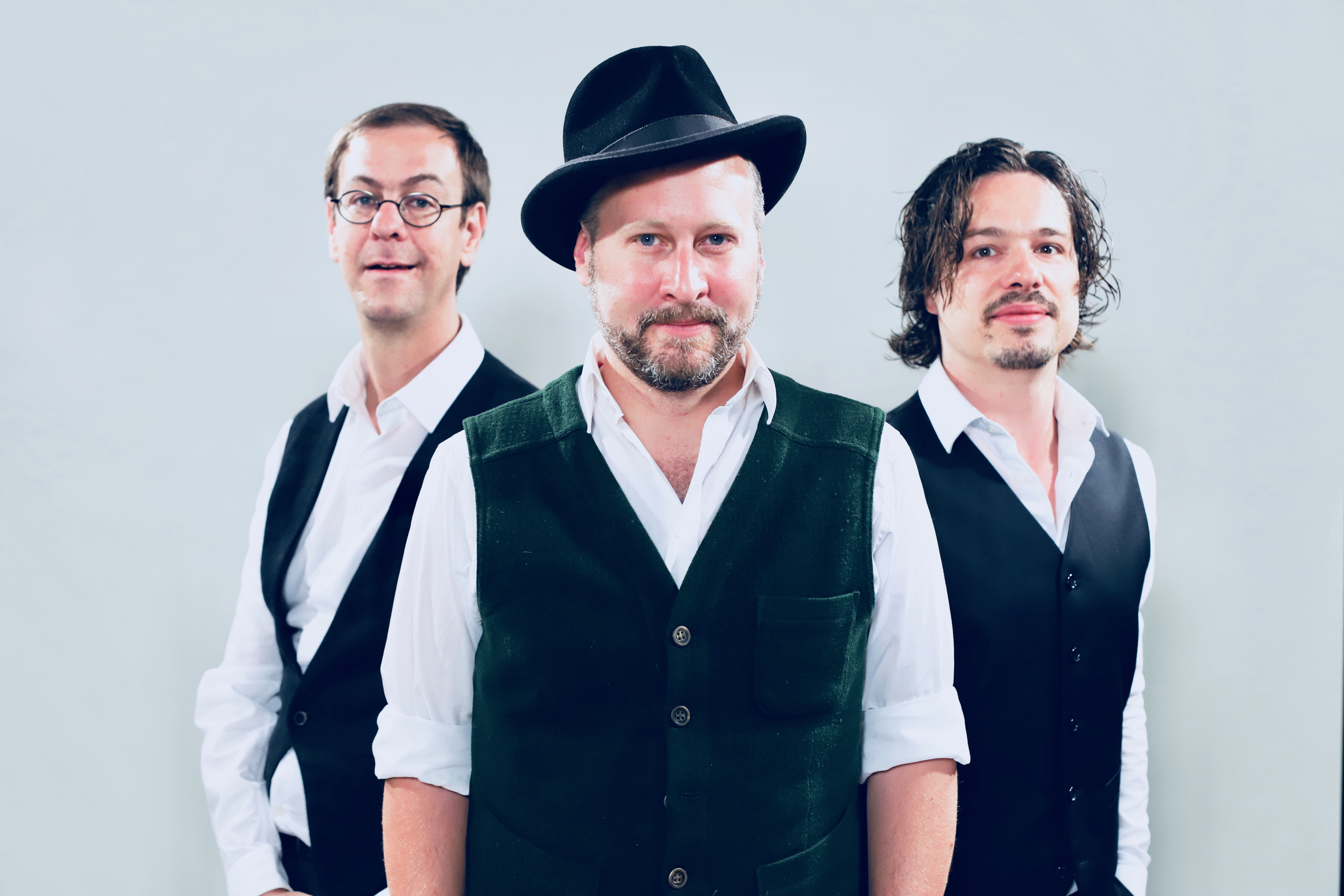
Christian Ludwig Mayer und sein Auwald Trio 2018 mit Bassist Ludwig Leininger und Schlagzeuger Lorenz Hunziker-Rutigliano

Neben Jazz und Bühnenmusik komponiert Mayer vor allem Kammermusik. Einen weiteren Schwerpunkt seiner Arbeit bildet die Beschäftigung mit alter Musik, traditioneller alpenländischer Volksmusik und freier Improvisation. Seit 2020 tritt er auch als Autor von Theaterstücken in Erscheinung. Einige seiner Werke (unter anderem sein Klarinettenquintett Waldgeist) wurden von der romantischen Literatur des 19. Jahrhunderts insbesondere von Werken E. T. A. Hoffmanns inspiriert.

## Leben
In seiner Jugend brachte sich Mayer das Klavierspiel weitgehend autodidaktisch bei. Während seines Diplommusikstudiums am Richard-Strauss-Konservatorium München studierte er neben Jazz-Piano bei Leonid Chizhik unter anderem auch klassisches Klavier bei Robert Regös, Cembalo bei Michael Eberth und Jazzkomposition bei Thomas Zoller. Daneben erweiterte er sein Instrumentarium im Selbstunterricht. Im Rahmen der Yehudi-Menuhin-Stiftung nahm er zur selben Zeit an Konzerten in Jugendstrafanstalten teil. 2002 war er Preisträger des Gasteig-Förderpreises. Zur Fortbildung im Bereich der zeitgenössischen Musik nahm er Kompositionsstunden bei Laurence Traiger, Wilfried Hiller und Anton Prestele.
Seitdem ist er als freiberuflicher Komponist und Pianist im In- und Ausland tätig.
Der Jazzjournalist und Kritiker Marcus Woelfle bezeichnet ihn im Musikmagazin Rondo wie folgt:
„Mayer, Komponist aller Stücke, hat die putzmunter zwischen den Genres vermittelnde Fantasie eines Jaki Byard, den singenden Anschlag eines Roland Hanna, die romantische Seele eines Robert Schumann und eine Riesenportion Eigenart.“
Mayer konzertierte bis 2021 regelmäßig international in verschiedenen musikalischen Genres, so in Italien, Frankreich, Schottland, Irland, Österreich, der Schweiz oder den USA.
Er arbeitete unter anderen mit Künstlern wie Günther Klatt, Yorgui Loeffler, Matthias Schriefl, Uli Hoffmeier, Gil Gutiérrez, Meret Becker, Dirk Bach, Walter Plathe oder Noël Akchoté.
Er komponierte u. a. für Ottfried Fischer und die Heimatlosen (mit Trompeter Claus Reichstaller), das Art Ensemble of Passau (mit Peter Tuscher), das Ensemble Berlin sowie für eigene Formationen wie das Auwald Trio, sein Ensemble International, oder das Auwald Consort. Aus familiären Gründen verlegte er seinen Wohnsitz 2009 von München ins Allgäu.
Von 2010 bis 2012 arbeitete er unter dem Pseudonym „Ludwig Auwald“ mit Regisseur Dieter Wedel, so als Komponist und musikalischer Leiter der Nibelungenfestspiele Worms 2010 bis 2012 und der Zwingerfestspiele Dresden 2011.
2017 veröffentlichte Mayer mit seinem Auwald Trio (mit dem Münchener Bassisten Lui Leininger und dem Schweizer Schlagzeuger Lorenz Rutigliano) die Debüt-CD Token Gestures, welche im Februar 2017 eine Nominierung für den Preis der deutschen Schallplattenkritik erhielt.
2021 musste er aufgrund der mit der COVID-19-Pandemie verbundenen Auftrittsbeschränkungen seine Ensembles Auwald Trio, Auwald Consort und Ensemble International auflösen und eine Tätigkeit als Musiklehrer aufnehmen.
2022 veröffentlichte er gemeinsam mit Saxophonist und Coltrane-Biograph Michael Ausserbauer das Album The call welches ebenfalls eine Nominierung auf der Bestenliste des Preises der deutschen Schallplattenkritik erhielt.
Seit 2020 ist er neben seiner Tätigkeit als Musiker auch als Theaterautor und Regisseur tätig. Sein Erstlingsstück Dorfentzug inszenierte er 2023 mit großem Erfolg im Theaterkästle Altusried. Dabei handelte es sich um die erste Uraufführung in der Geschichte des 1985 gegründeten Theaters. 2024 folgte dort sein Stück Götterkrise. Ebenso 2024 wurde Mayers Fassung der Bremer Stadtmusikanten als Kindertheater mit Musik in Allgäuer Mundart unter dem Titel "Die Breamer Stadtmusikanten" uraufgeführt.

## Werke (Auswahl)
Neben einer Vielzahl von Stücken aus den Bereichen des Jazz und Musik für Klavier solo:

### Kammermusik
- Streichquartett in G (2009)
- Waldgeist für Klarinette in A und Streichquartett (2016), Uraufführung durch das Ensemble Berlin bei den 19. Landsberger Sommermusiken 2017[10]
- Klavierquintett Camerloher, Preisträgerkomposition im Rahmen des Kompositionswettbewerbs „Placidus von Camerloher“, Uraufführung durch das Auwald Consort in Murnau 2018
- Vilja Katinka für Klavier und Streichquintett
- Scène mystique für Querflöte, Klarinette und Klavier

### Orchestermusik
- Fantasiestück für Jazzpiano und Orchester
- Klavierkonzert in G
- Carmen and Air für Jazztrompete, Jazzpiano und Orchester
- Genesis – Eine Schöpfungsgeschichte Ballettmusik für Kammerorchester, gelesen von Jörg Hube (2005)

### Bühne (als Autor)
- Theaterkästle Altusried 2024 Die Breamer Stadtmusikanten von Christian Ludwig Mayer; Buch, Regie und Musik: Christian Ludwig Mayer
- Theaterkästle Altusried 2024 Götterkrise von Christian Ludwig Mayer; Buch, Regie und Musik: Christian Ludwig Mayer
- Theaterkästle Altusried 2023 Dorfentzug von Christian Ludwig Mayer; Buch, Regie und Musik: Christian Ludwig Mayer
- Kornhaus Kempten 2013 Die sogenannte Hengeler-Kunst-Revue oder seltsame Leiden eines Kunstprofessors, Komposition, Buch und künstlerische Gesamtleitung: Christian Ludwig Mayer (Musiktheater zur Eröffnung der großen Adolf-Hengeler-Ausstellung), Regie: Christian Ludwig Mayer und Thomas Kiemle

### Bühne (als musikalischer Leiter/Komponist)
- Landestheater Schwaben 2024 Spatz und Engel, Musiktheater von Daniel Große Boymann und von Thomas Kahry, Regie: Barry Goldman
- Stadttheater Kempten 2023 Das verräterische Herz, Kammeroper nach Edgar Allan Poe von Christof Weinhardt, Regie: Jochen Biganzoli
- Nibelungenfestspiele Worms 2012 Das Vermögen des Herrn Süss von Dieter Wedel und Jehoschua Sobol, Regie: Dieter Wedel, Musik: Christian Ludwig Mayer unter Pseudonym Ludwig Auwald
- Zwingerfestspiele Dresden 2011 Die Mätresse des Königs von Dieter Wedel und John von Düffel, Regie: Dieter Wedel, Musik: Christian Ludwig Mayer unter Pseudonym Ludwig Auwald
- Nibelungenfestspiele Worms 2011 Die Geschichte des Joseph Süß Oppenheimer genannt „Jud Süß“ von Dieter Wedel und Jehoschua Sobol, Regie: Dieter Wedel, Musik: Christian Ludwig Mayer unter Pseudonym Ludwig Auwald
- Nibelungenfestspiele Worms 2010 Teufel, Gott und Kaiser von Dieter Wedel, Regie: Dieter Wedel, Musik: Christian Ludwig Mayer unter Pseudonym Ludwig Auwald
- Münchner Volkstheater Viel Lärm um nichts von William Shakespeare, Regie: Jorinde Dröse, Musik: Christian Ludwig Mayer
- Schauburg (München) Der Besuch der alten Dame von Friedrich Dürrenmatt, Regie: Gil Mehmert, Musik: Christian Ludwig Mayer
- Tannöd, szenische Lesung mit Musik, Johanna Bittenbinder, Heinz-Josef Braun, Art Ensemble of Passau[11], Musik: Christian Ludwig Mayer

### Hörspiel
- 2020 Roll Over Beethoven. Eine Sitcom aus dem alten Wien von Ulrich Bassenge und Johannes Mayr, Hörspiel, Regie: die Autoren (SRF/BR), Klavier: Christian Ludwig Mayer, New York Festivals Radio Awards 2021 Best Mini Series (Silber), Prix Marulić 2022 (3. Platz)
- 2010 Robert Schumann – Von Wilden Reitern und Träumereien, Musikgeschichten für Kinder, IGEL-Records in Koproduktion mit BR-Klassik

### Filmmusik
- Otzenrath 3° kälter, Regie Jens Schanze[12]

## Diskografie (Auswahl)
- 1997 Black & White, Dwayne Paulin Quartet, Bauer Studios Ludwigsburg-CHAOS Best.Nr. CAC8103-3
- 1998 Blue sounds, Uriela Siefer Band, Verlag Sieber Dialog
- 2001 Wishing Well, Julia von Miller Quartett, Whoopee records
- 2003 Roma termini, Alessandro di Santis GLM Music
- 2004 Cabaret modern, (AudioFilm mit Noël Akchoté, Red, Giovanna Cacciola, John Greaves, Jean-Louis Costes etc., Winter & Winter)
- 2009 Dedications, MAQ, Michael Ausserbauer Quartett
- 2010 Robert Schumann – Von Wilden Reitern und Träumereien, Musikgeschichten für Kinder, IGEL-Records in Koproduktion mit BR-Klassik Klavier: Christian Ludwig Mayer als Ludwig Auwald[13]
- 2011 Live in St.Amarin, Moulin a cafe – Jazz Hot Orchestra, Studio M2V, M2VMAC11
- 2017 Auwald Trio – Token gestures, Eigenverlag
- 2020 Roll Over Beethoven. Eine Sitcom aus dem alten Wien von Ulrich Bassenge und Johannes Mayr, Hörspiel, Regie: die Autoren (SRF/BR), Klavier: Christian Ludwig Mayer
- 2022 The call – Michael Ausserbauer/C.L.Mayer, Jazz on vinyl

## Diskografie (Film)
- Soundtrack zu Der Schuh des Manitu, Klaviereinspielungen BMG Ariola Media GmbH (74321 88290 2)
- Soundtrack zu Leo und Claire, Klaviereinspielungen BMG (74321-931752)[14]